# Jordi Tell i Novellas

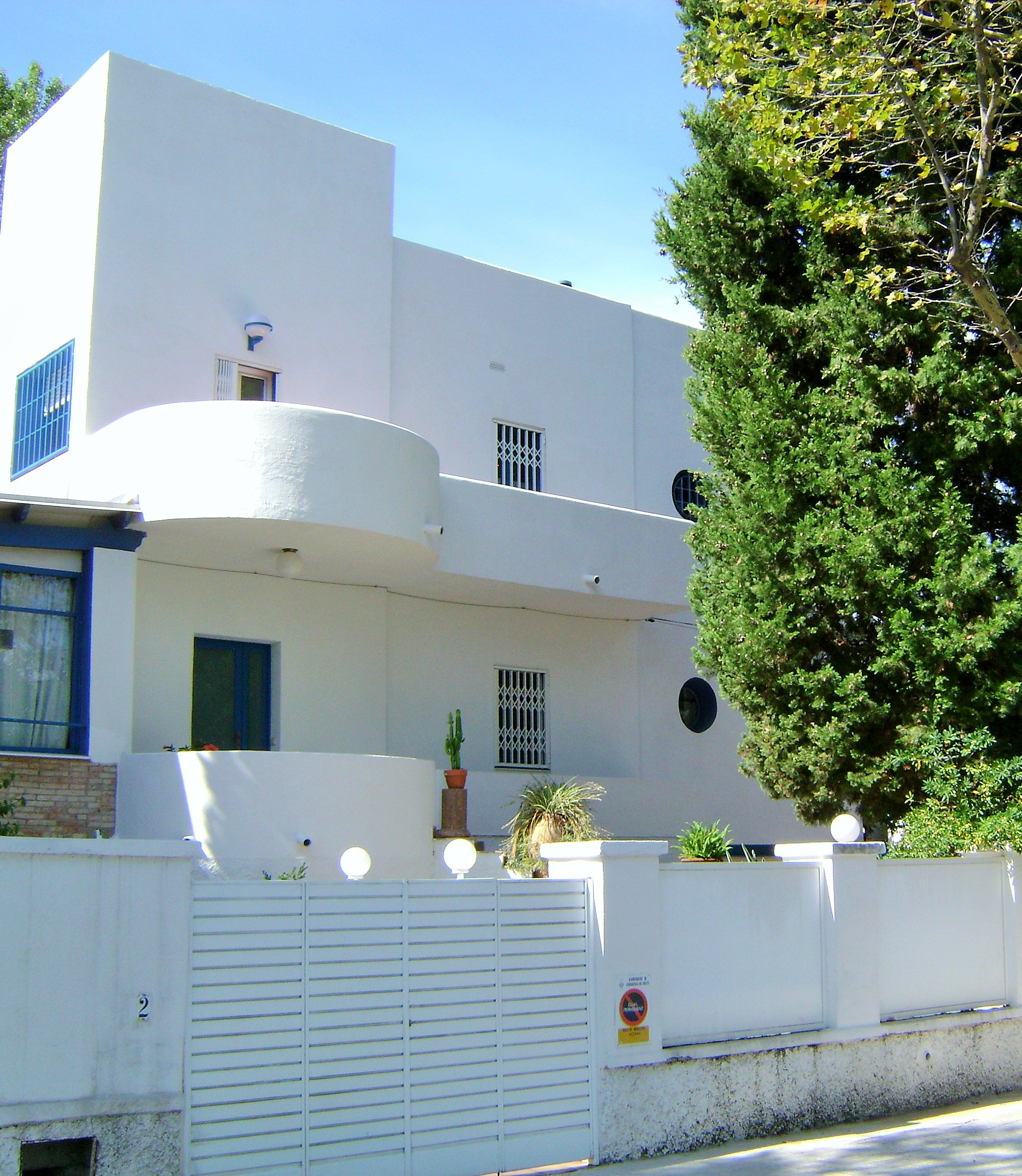
Casa Humedas a Bellaterra, Cerdanyola, 1931. (Foto: G. Domènech)

Jordi Tell i Novellas (Barcelona, 24 de maig de 1907 – Fredrikstad, Noruega, 24 d'octubre de 1991) va ser un arquitecte i activista polític català, que va desenvolupar la seva trajectòria a Catalunya, Alemanya, Mèxic i Noruega.

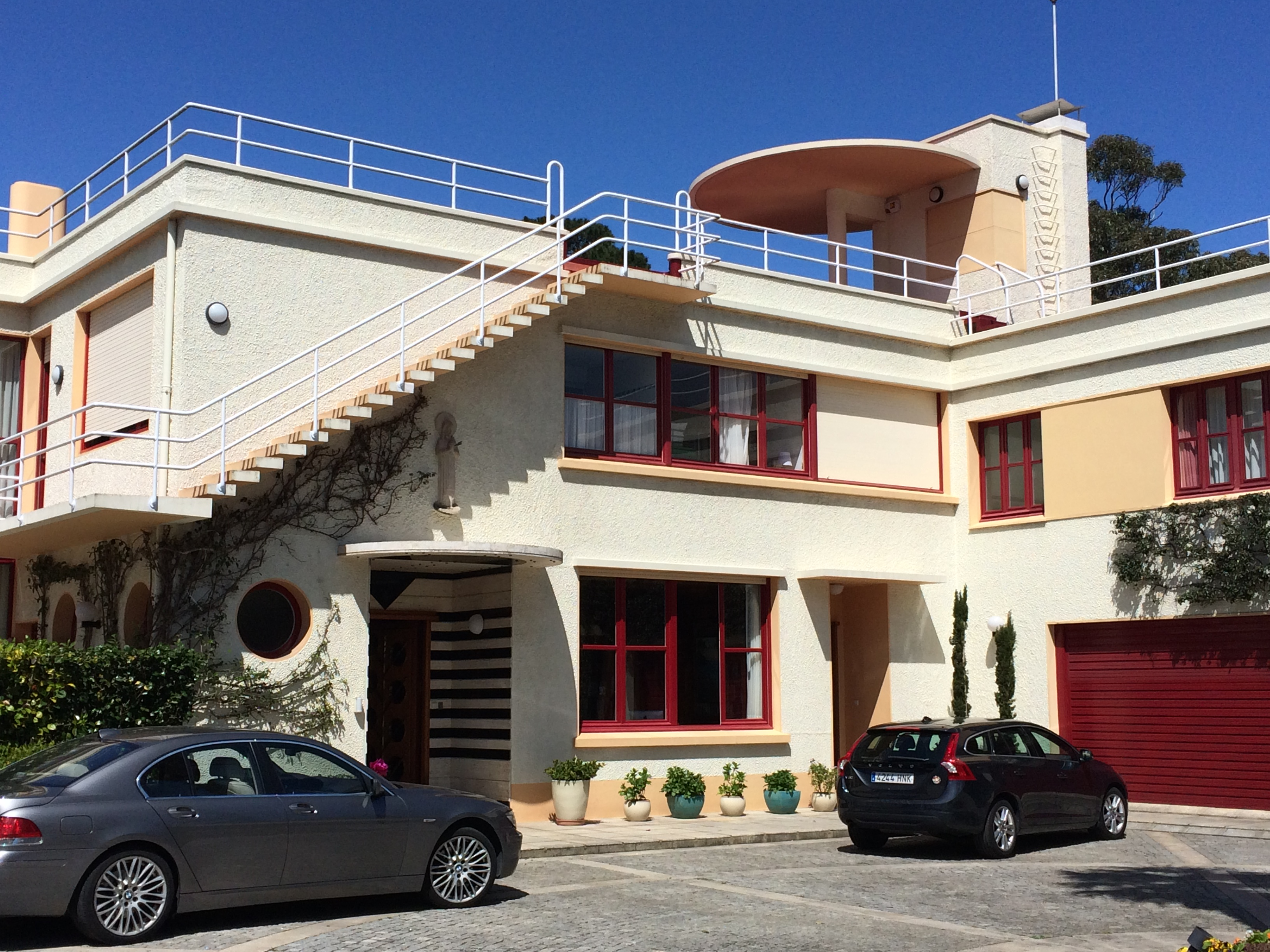
Casa Cervigón a Oleiros, A Coruña, 1938. (Foto; G. Domènech)

Fill de Guillem August Tell i Lafont i Teresa Novelles i de Molins, neix a Barcelona el 1907 i es titula arquitecte a l'Escola d'Arquitectura de Barcelona el 1931. L'any de la proclamació de la República i del naixement del GATCPAC. En aquest context, Tell no dubta a l'hora d'escollir l'arquitectura social, moderna i europea com a via d'expressió dels seus anhels. Probablement, el seu caràcter indòmit i refractari a les etiquetes no li permet associar-se al grup, però igualment practica una arquitectura d'arrel moderna des de les primeres obres. El Xalet a Bella-Terra per Jacint Humedas (1931) i la piscina i camp d'esports per a la Urbanització de Valldoreix (1933) en són bones mostres.
En paral·lel, inicia la militància política al Partit Nacionalista Català, del qual és nomenat es candidat a les eleccions al Parlament Català de 1934. El seu suport al govern de la Generalitat i el seu president Lluís Companys en els coneguts com Fets d'Octubre, li suposa l'exili. S'estableix a Berlín on amplia els seus estudis i treballa amb l'arquitecte alemany Hans Poelzing. En aquesta ciutat, amb l'imparable ascens del nazisme de fons, el sorprèn el cop d'estat del general Franco contra la República. Al costat del periodista i agregat de l'ambaixada espanyola a Berlín, Eugeni Xammar, detenen l'intent sediciós de sotmetre al feixisme espanyol l'ambaixada de la República i provoquen el canvi d'ambaixador. Aquest fet no passa desapercebut a la Gestapo, que el deté fins a vuit vegades en set mesos. L'assetjament policial culmina al març de 1937 quan és lliurat a Franco i reclòs per quinze mesos a la Presó Provincial de La Corunya.
A la sortida de la presó es retroba amb el seu company d'estudis, el gallec José Caridad Mateo, que li ofereix la possibilitat de treballar al seu despatx. L'estiu de 1938 construeix la Casa Cervigón a Oleiros, una de les obres més significatives de l'arquitectura racionalista a Galícia. Poc després tots dos són obligats a allistar-se en l'exèrcit franquista, del qual deserten. La matinada del 20 d'octubre de 1938, al costat de Rogelio, germà de José Caridad, i amb l'ajuda de quatre mariners, abandonen Espanya a bord d'un vaixell de pesca i desembarquen al port de Brest (França). Tot seguit reingressen a l'Espanya republicana per la frontera catalana i arribat a Barcelona Tell és nomenat Encarregat de Negocis de l'ambaixada espanyola a Oslo. A la capital noruega, en aquests mesos finals de la guerra, treballa en l'organització de l'ajuda humanitària a la República i en tasques d'espionatge militar informant al govern republicà de l'ajuda militar que Hitler envia a Franco. En aquestes missions col·labora un jove alemany refugiat a Oslo amb qui Tell ha fet amistat: Herbert Ernst Karl Frahm, militant socialista fugitiu dels nazis que en aquella època ja era conegut en els cercles clandestins amb el nom que el portarà a la fama com un dels estadistes clau del seu país: Willy Brandt.
Noruega reconeix el govern de Franco l'1 de maig de 1939 i, per tant, queda desmantellada la representació diplomàtica que Jordi Tell exercia al país escandinau. Malgrat això, decideix quedar-se a Oslo i buscar feina; la millor opció per a algú compromès amb la República i declarat en rebel·lia pel General Franco després de la fugida protagonitzada amb els germans Caridad Mateo. Sense abandonar el Spania-Komite i, per tant, l'ajuda als republicans desplaçats, reprèn la seva carrera d'arquitecte: s'inscriu a l'Associació Noruega d'Arquitectes (MNLA) i comença a treballar com a ajudant al despatx de l'arquitecte noruec Hjalmar Severin Bakstad. Aquesta tranquil·la vida d'arquitecte a Oslo es veu alterada el 9 d'abril de 1940 quan Noruega és ocupada per Hitler i Jordi Tell és de nou detingut. Pocs mesos després, s'escapa de la presó d'Oslo i es refugia a Suècia. D'allà continua la seva fugida cap a la URSS, Japó i Estats Units, fins a arribar a Mèxic el 16 de juny de 1941. Establert a Ciutat de Mèxic, comença a treballar com a arquitecte a l'empresa constructora Bertran Cusiné SA, dels catalans Josep] i Jeroni Bertran i Cusiné. L'any següent, sense abandonar els Bertran Cusiné, obre el seu propi despatx d'arquitecte i, poc després, s'associa amb Josep Maria Xammar i Sala per a crear Curvomex, empresa de decoració i fabricació de mobles. Tres anys després comença un nou negoci, com a administrador de Indomex, una firma dedicada a la importació i venda de confecció. A part de la seva carrera professional d'arquitecte, a Mèxic Jordi Tell pot reprendre el contacte amb els vells amics de l'antic Partit Nacionalista Català i d'Estat Català i retornar al combat polític.
Una vida més o menys plàcida que dona un nou gir de cent vuitanta graus quan el 1946, finalitzada la Segona Guerra Mundial, el govern de la República Espanyola a l'Exili es reorganitza i el nomena representant als països nòrdics i torna a Noruega. El 1948 actua com a delegat oficial del Govern de la República a la reunió de l'ONU a París, on s'impedeix l'entrada de l'Espanya de Franco en l'organisme internacional. Dos anys després, Espanya és acceptada. S'esvaeix el somni del restabliment de la democràcia i, de passada, desapareixen les possibilitats per a l'exili d'un retorn a curt termini. El desencís és total i absolut en les comunitats republicanes escampades pel món. Jordi Tell, derrotat en la seva lluita per aturar el franquisme des del terreny internacional, canalitza el desencís per mitjà d'un canvi personal radical. Abandona les tasques diplomàtiques, la família i la seguretat econòmica de la ciutat de Sarpsborg on viu, i es reclou en un petit illot (Hvaler) a l'estret de Skagerak, al sud de Noruega, on viurà sense llum elèctrica assajant una vida naturista.
El 1961 torna al continent i una vida més convencional. Instal·lat a Dilling, treballa a l'oficina de l'arquitecte provincial de Østfold. A principis dels 1970 torna a la política activa i presideix l'agrupació del comtat de Østfold del Sosialistisk Folkeparti, escissió del partit socialista noruec. Tot això, amb un ull a Catalunya: està subscrit a premsa catalana i manté una intensa activitat epistolar, entre d'altres, amb Manuel Serra i Moret, Josep Pallach, o Josep Tarradellas, destacats dirigents polítics a l'exili. Des de la seva jubilació el 1974, alterna la seva residència entre Catalunya i Noruega, i segueix de prop, i de primera mà, amb un correspondència freqüent, el retorn del president Tarradellas de l'exili i la recuperació de les institucions d'autogovern català.
Jordi Tell va morir el 24 d'octubre de 1991 a la localitat noruega de Fredrikstad.